# Anita DeFrantz
Anita Luceete DeFrantz (4 de outubro de 1952, Filadélfia, Pensilvânia) é uma ex-remadora dos Estados Unidos. Medalha de bronze nos Jogos Olímpicos de Verão de 1976, em Montreal, após encerrar a carreira ocupou diversos cargos administrativos em federações e em comitês. Foi a primeira pessoa afro-americana e a primeira mulher dos Estados Unidos a ser eleita membro do Comitê Olímpico Internacional, em 1986.